# ژوارینا
ژوارینا (به پرتغالی: Juarina) یک منطقهٔ مسکونی در برزیل است که در توکانتینس واقع شده‌است. ژوارینا ۲٬۱۸۴ نفر جمعیت دارد.